# Ola B. Johannessen
Ola Bjørnssønn Johannessen (Trondheim, Noruega; 17 de marzo de 1939) es un director, productor de escenario y director de teatro noruego.
Nació en Trondheim, hijo de Bjørn Elness Johannessen y Aasta Barbara Sivertsen, y la actriz casada Marit Olaug Østbye en 1974. Johannessen hizo su debut en 1961 con Historia om Vasco en el Fjernsynsteatret, donde fue contratado hasta 1970. Trabajó en el Fjernsynsteatret de 1970 a 1972 y en el Teatro de Rogaland de 1979 a 1984. Fue jefe del Teatro de Trøndelag, más tarde en el Den Nationale Scene y el Fjernsynsteatret y, de nuevo, en el Teatro de Trøndelat de 1997 a 2000.